# Применение графена
Применение графена находится на начальной стадии научно-исследовательских разработок и исследований. В перспективе графеновая электроника рассматривается как основное применение графена. Отсутствие запрещённой зоны позволяет рассматривать графен как идеальный материал для детектирования инфракрасного света и терагерцового излучения.

## Оптика
В 2011 году в журнале Science была опубликована работа, где на основе графена предлагалась схема двумерного метаматериала (может быть востребован в оптике и электронике).

## Аккумуляторы
В 2013 году в НИИ Физических проблем была обнаружена Коробчатая графеновая наноструктура (КГНС), представляющая собой многослойную систему расположенных вдоль поверхности параллельных полых наноканалов с четырёхугольным поперечным сечением. Толщина стенок/граней наноканалов около 1 нм. Поперечные размеры наноканалов равны примерно 25 нм. Протяжённость наноканалов составляет несколько сотен нанометров. КГНС может использоваться в качестве основы при создании сверхчувствительных датчиков, высокоэффективных каталитических ячеек, наноканалов для манипулирования-секвенирования ДНК, высокоэффективных теплоотводящих поверхностей, аккумуляторов с улучшенными характеристиками, наномеханических резонаторов, каналов умножения электронов в приборах эмиссионной наноэлектроники, сорбентов большой ёмкости для безопасного хранения водорода.

## Медицина
В 2014 году исследователи из Массачусетского технологического института разработали технологию, позволяющую делать в листах графена отверстия определённого диаметра и получать сверхтонкие фильтры для высокой степени опреснения и очистки воды.
В феврале 2018 года специалисты Объединения научных и прикладных исследований Австралии (CSIRO) предложили дешёвый способ массового и недорогого производства подходящих листов графена. По мнению представителей CSIRO, разработанная технология позволит отказаться от дорогостоящих и многоступенчатых методов очистки воды и способна привести к прорыву в решении проблемы нехватки питьевой воды.
В медицинских исследованиях графен демонстрирует противораковые свойства. Команда исследователей из Университета Манчестера в Великобритании во главе с Майклом Лизанти (Michael Lisanti) опубликовали статью в журнале «Oncotarget», посвящённую тому, как окись графена выборочно поражает стволовые клетки, относящиеся к категории раковых. Во время исследования учёные оценили эффекты графена при шести разных видах рака: молочной железы, лёгких, поджелудочной железы, простаты, яичников и головного мозга. Во всех случаях получен положительный результат. Предполагается, что графен может быть эффективен при широком диапазоне опухолей.

## Электроника
Термоэлектрический эффект для графена превосходит резистивный омический нагрев, что в перспективе позволит создание на его базе схем, не требующих охлаждения.
Термоэлектрический эффект позволит существенно повысить КПД полупроводниковых солнечных батарей с использованием графена. Добавление графена во многие конструкционные материалы повышает их прочность, износостойкость. Так, свойства бетона после добавления 0,05 % графена улучшаются за счёт возрастания прочности.
Пластиковые листы с добавкой графена используются для теплоотвода в плоских и лёгких конструкциях мобильных телефонов, где они переносят тепло от аккумулятора.